# Illinois
Illinois constitueix el 21è estat dels Estats Units d'Amèrica, situat a l'antic territori del nord-oest. Els exploradors francesos li donaren aquest nom en honor del poble Illiniwek, un consorci de tribus algonquines que poblaven aquesta àrea.
La capital d'Illinois és Springfield encara que la ciutat més gran és Chicago, a la riba del Llac Michigan. La major part de la població de l'estat viu a Chicago i la seva àrea metropolitana. Illinois és considerat l'estat més representatiu dels Estats Units en diversos aspectes.

## Etimologia
El seu nom prové del riu Illinois, donat pels exploradors francesos. El van anomenar així per la tribu illiniwek, una coalició de tribus algonquines nadiues de l'àrea.
A més, la paraula Illiniwek va donar lloc en espanyol terme Ilinués o Ilinés, usat antany per referir-se al riu Illinois i a les ciutats que est travessa, com a Sant Luis de Ilinués. Posteriorment, ja al segle xix, es va usar amb freqüència el nom d'Ilinés per referir-se a l'estat d'Illinois en castellà.

## Població
Segons el cens dels EUA del 2010, la composició demogràfica de l'estat era d'un 71,5% de blancs, un 14,5% de negres, un 4,6% d'asiàtics i un 0,3% d'amerindis, mentre que la resta de la població pertanyia a un grup ètnic diferent o múltiples grups ètnics.

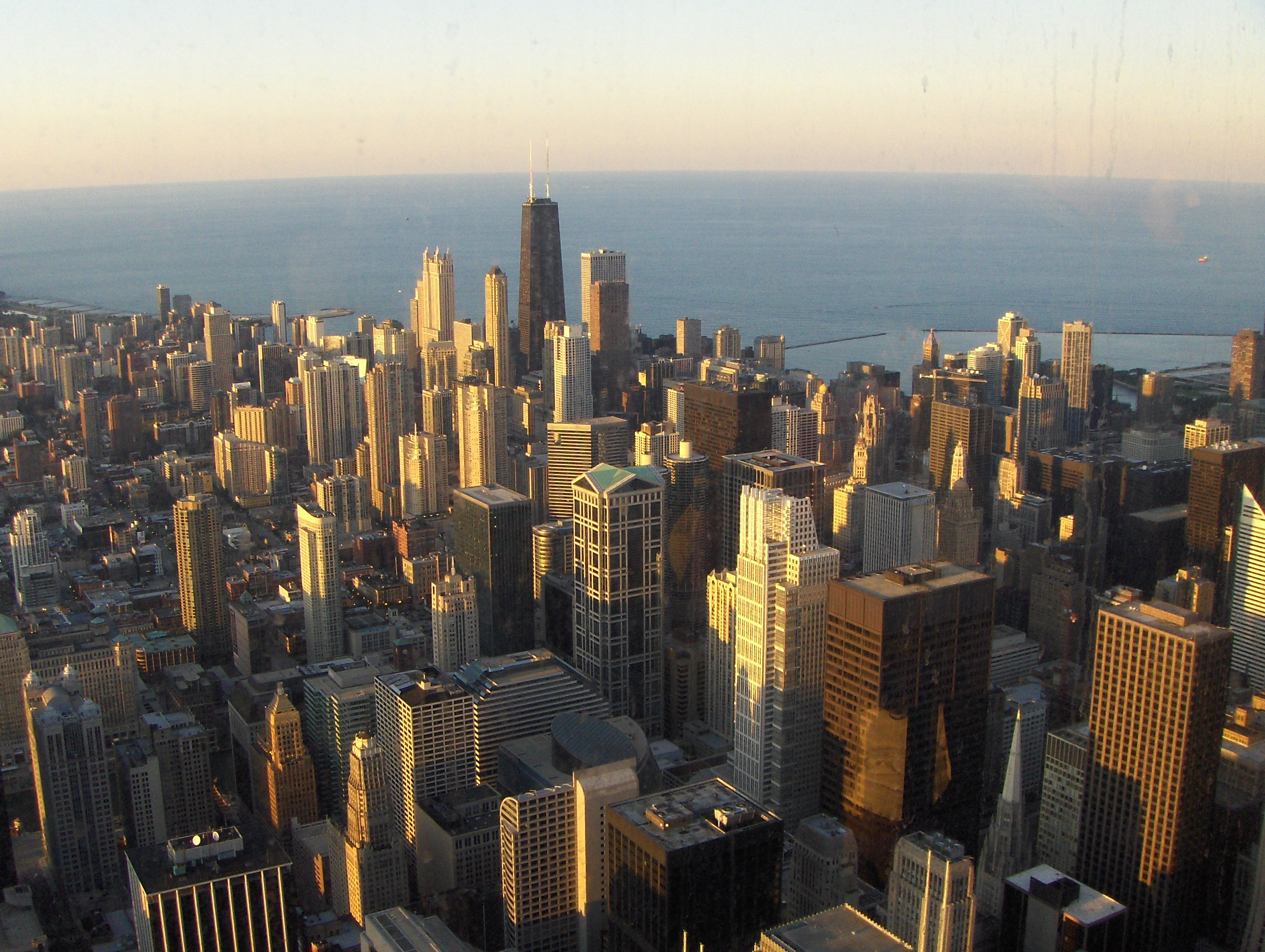
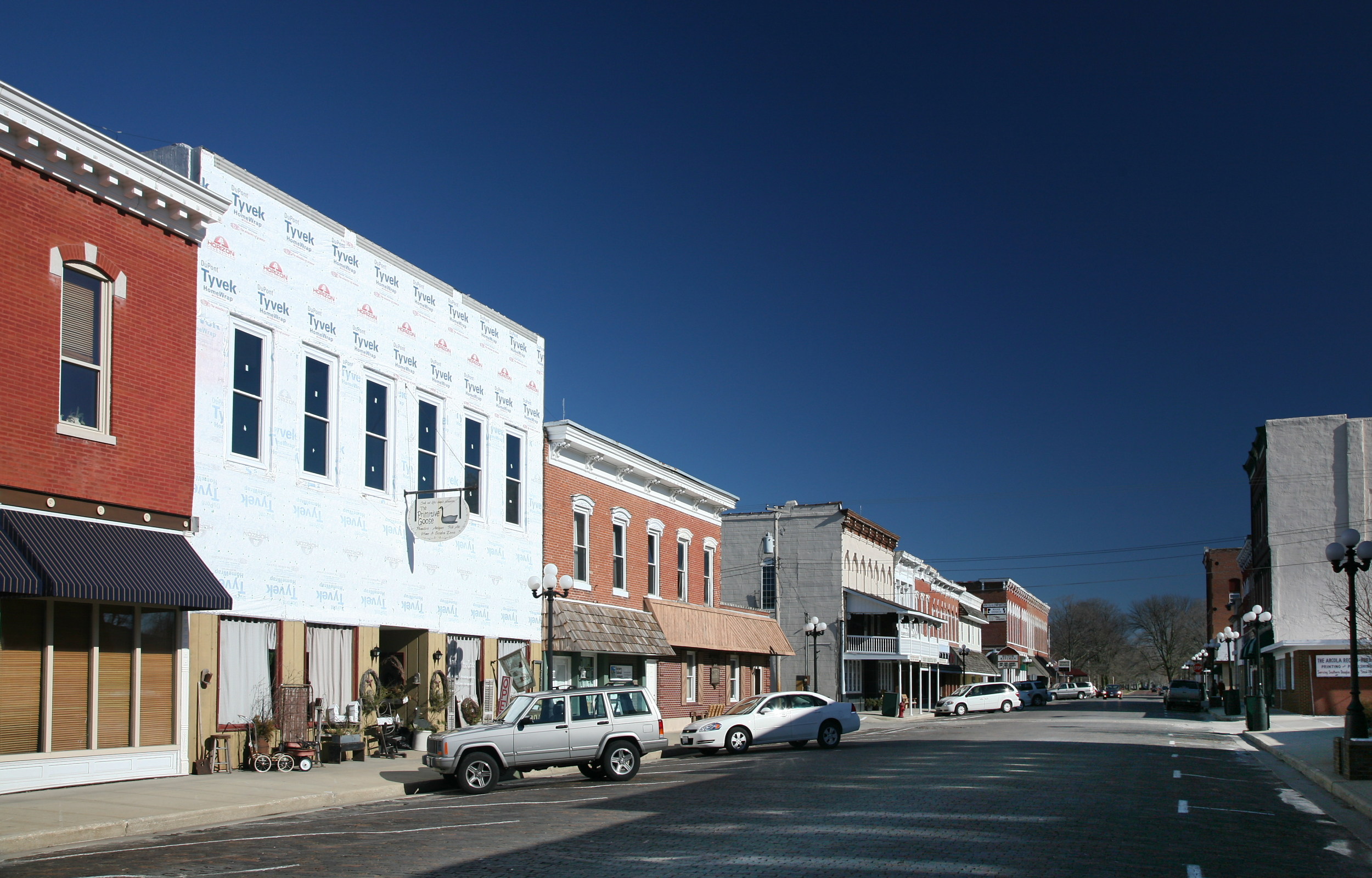
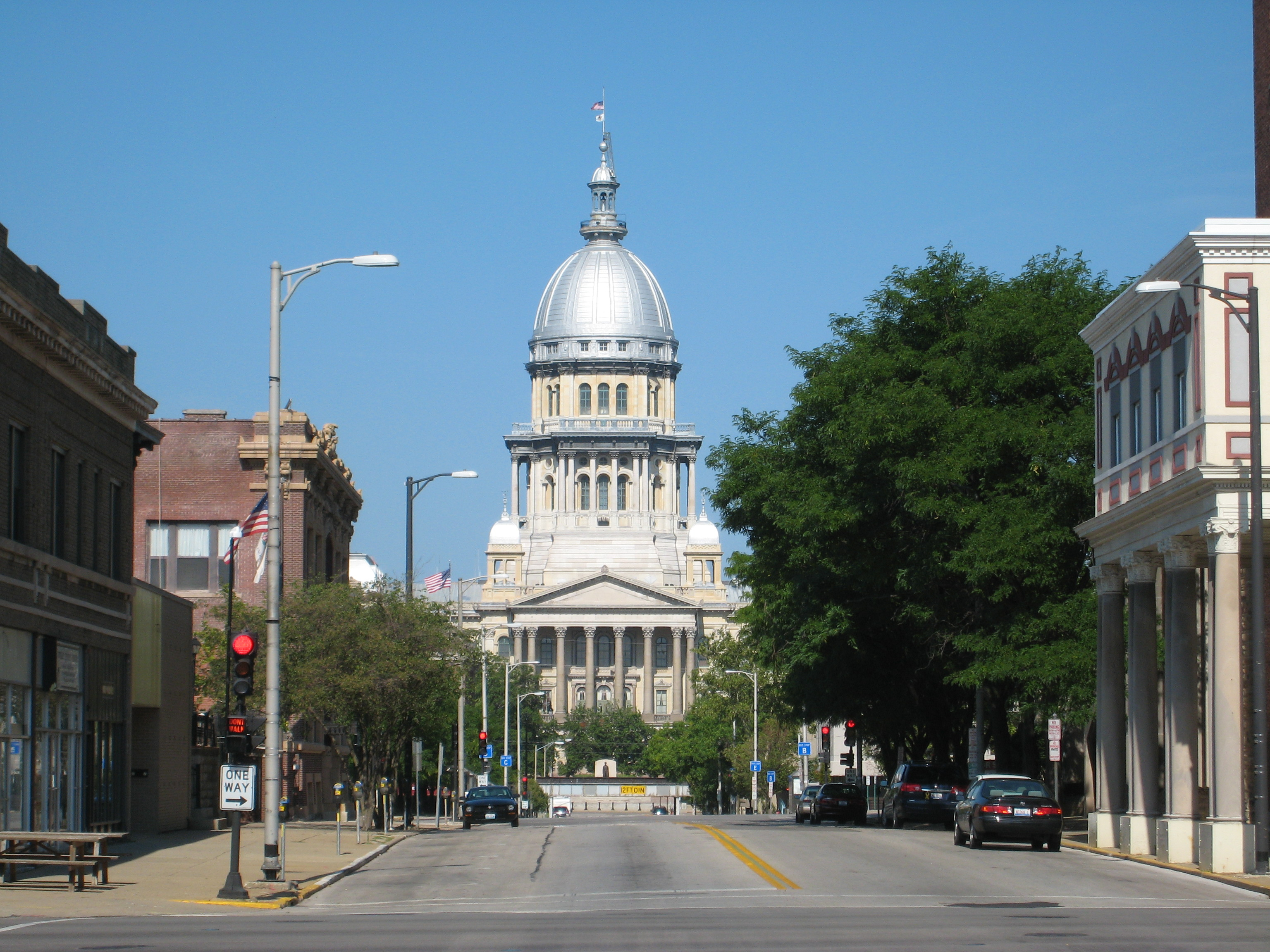